# Documental

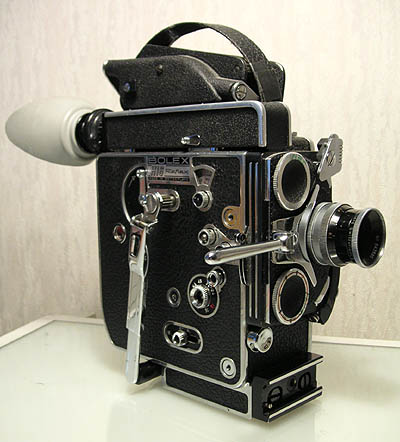
Esta cámara Bolex de 16 mm "H16" Reflex es una cámara popular de nivel de entrada utilizada en las escuelas de cine

El documental es la expresión de un aspecto de la realidad, mostrada en forma audiovisual. La organización y estructura de imágenes y sonidos (textos y entrevistas), según el punto de vista del autor, determina el tipo de documental. En otras palabras, un documental es un medio audiovisual dónde se muestran hechos reales, explicados por un narrador.  
La secuencia cronológica de los materiales, el tratamiento de la figura del narrador, la naturaleza de los materiales —completamente reales, recreaciones, imágenes infográficas, etcétera— dan lugar a una variedad de formatos tan amplia en la actualidad, que van desde el documental puro hasta documentales de creación, pasando por modelos de reportajes muy variados, el docudrama (formato en el que los personajes reales se interpretan a sí mismos), llegando hasta el falso documental.
Con frecuencia, los programas de ficción adoptan una estructura y modo de narración muy cercanas al documental, y a su vez, algunos documentales reproducen recursos propios de la creación de obras de ficción.

## Definición

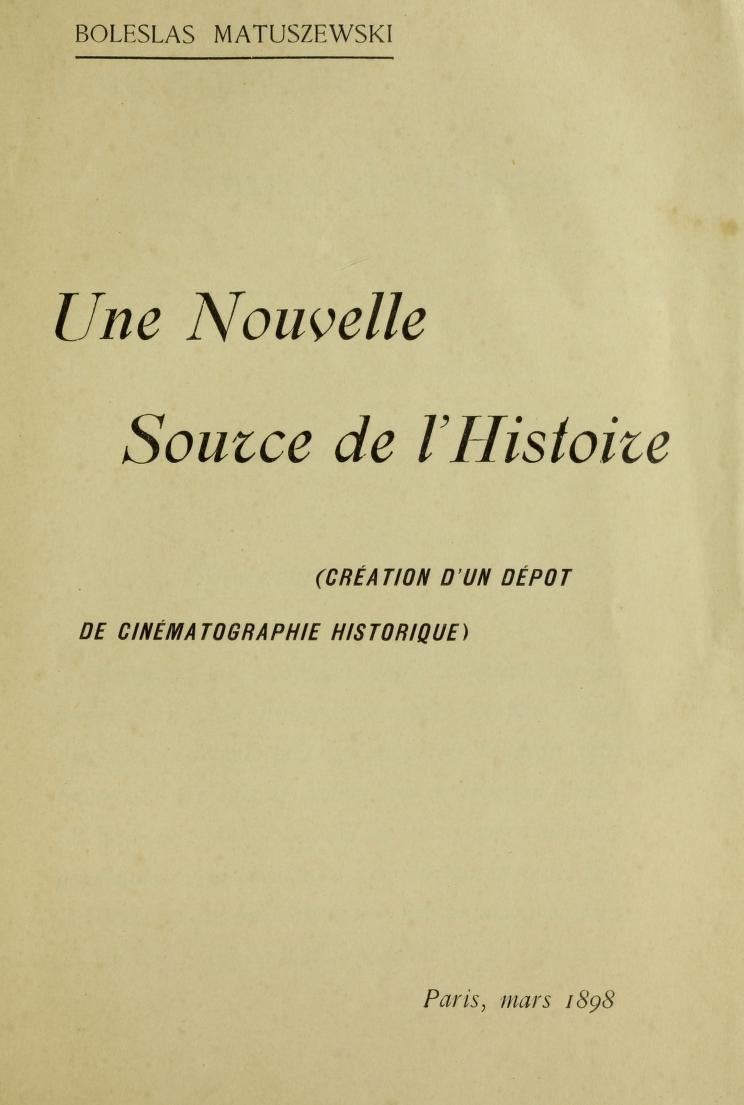
La portada del libro Une nouvelle source de l'histoire, obra de Bolesław Matuszewski de 1898, la primera publicación sobre la función documental de la cinematografía.

El escritor y cineasta polaco Bolesław Matuszewski fue uno de los que identificaron el modo del cine documental. Escribió dos de los primeros textos sobre cine, Une nouvelle source de l'histoire y La photographie animée. Ambos fueron publicados en 1898 en francés y se encuentran entre los primeros trabajos escritos para considerar el valor histórico y documental de la película. Matuszewski también se encuentra entre los primeros cineastas en proponer la creación de un archivo cinematográfico para recopilar y mantener seguros los materiales visuales.
La palabra «documental» fue acuñada por el documentalista escocés John Grierson en su reseña de la película Moana (1926) de Robert J. Flaherty, publicada en el New York Sun el 8 de febrero de 1926, escrita por «The Moviegoer» (un seudónimo de Grierson).
Los principios del documental de Grierson eran que el potencial del cine para observar la vida podía explotarse en una nueva forma de arte; que el actor «original» y la escena «original» son mejores guías que sus contrapartes de ficción para interpretar el mundo moderno; y que los materiales «así tomados de la materia prima» pueden ser más reales que el artículo actuado. En este sentido, la definición de documental de Grierson como «tratamiento creativo de la realidad» ha ganado cierta aceptación, y esta posición difiere de la provocación del cineasta soviético Dziga Vértov de presentar «la vida tal como es» (es decir, la vida filmada subrepticiamente) y «la vida pillada desprevenida» (vida provocada o sorprendida por la cámara).
El crítico de cine estadounidense Pare Lorentz define a un documental como «una película fáctica que es dramática». Otros afirman además que un documental se destaca de los otros tipos de películas de no ficción por brindar una opinión y un mensaje específico, junto con los hechos que presenta.
La práctica documental es el complejo proceso de creación de proyectos documentales. Se refiere a lo que la gente hace con los dispositivos de los medios, el contenido, la forma y las estrategias de producción para abordar los problemas y las elecciones creativas, éticas y conceptuales que surgen al hacer documentales.
La realización de documentales se puede utilizar como una forma de periodismo, promoción o expresión personal.

## Historia

### Antes de 1900
Las primeras películas, las anteriores a 1900, se enfocaban en la novedad de mostrar un evento. Eran momentos de una sola toma capturados en una película: un tren entrando en una estación, un barco atracando o trabajadores de una fábrica saliendo del trabajo. Estos cortometrajes se denominaron películas de «actualidad»; el término «documental» no se acuñó hasta 1926. Muchas de las primeras películas, como las realizadas por los hermanos Lumière, tenían una duración de un minuto o menos, debido a limitaciones tecnológicas.
Las películas que mostraban a muchas personas (por ejemplo, saliendo de una fábrica) a menudo se hacían por razones comerciales: las personas filmadas estaban ansiosas por ver, a cambio de un pago, la película que las mostraba. Una película notable registró más de una hora y media, The Corbett-Fitzsimmons Fight. Utilizando tecnología pionera de reproducción en bucle, Enoch J. Rector presentó la totalidad de una famosa pelea por un título de 1897 en pantallas de cine de todo Estados Unidos.
En mayo de 1896, Bolesław Matuszewski filmó algunas operaciones quirúrgicas en los hospitales de Varsovia y San Petersburgo. En 1898, el cirujano francés Eugène-Louis Doyen invitó a Bolesław Matuszewski y Clément Maurice y les propuso grabar sus operaciones quirúrgicas. Comenzaron en París una serie de películas quirúrgicas en algún momento antes de julio de 1898. Hasta 1906, año de su última película, Doyen registró más de 60 operaciones. Doyen dijo que sus primeras películas le enseñaron a corregir errores profesionales que desconocía. Con fines científicos, después de 1906, Doyen combinó 15 de sus películas en tres compilaciones, dos de las cuales sobreviven, la serie de seis películas Extirpation des tumeurs encapsulées (1906) y la serie de cuatro películas Les Opérations sur la cavité crânienne (1911). Estas y otras cinco películas de Doyen sobreviven.

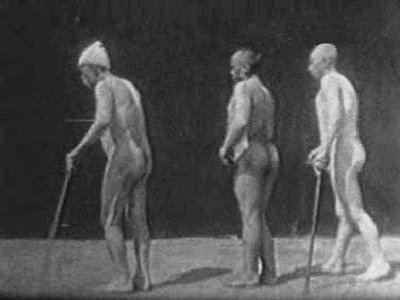
Fotograma de una de las películas científicas de Gheorghe Marinescu (1899).

Entre julio de 1898 y 1901, el profesor rumano Gheorghe Marinescu realizó varias películas científicas en su clínica de neurología en Bucarest: Tulburarile mersului in hemiplegia organica (1898), Tulburarile mersului in paraplegiile organice (1899), Un caz de hemiplegie isterica vindecat prin sugestie hipnotica (1899), Tulburarile mersului in ataxia locomotrice progresiva (1900) y Paralizia pseudo-hipertrofica sau miosclerozica, din cadrul miopatiilor (1901). Todos estos cortometrajes han sido conservados. El profesor llamó a sus obras «estudios con la ayuda del cinematógrafo», y publicó los resultados, junto con varios fotogramas consecutivos, en números de la revista La Semaine Médicale de París, entre 1899 y 1902. En 1924, Auguste Lumière reconoció los méritos de las películas científicas de Marinescu: «He visto sus informes científicos sobre el uso del cinematógrafo en estudios de enfermedades nerviosas, cuando todavía estaba recibiendo La Semaine Médicale, pero en ese entonces tenía otras preocupaciones, que no me dejaban tiempo libre para comenzar estudios biológicos. Debo decir que olvidé esas obras y te agradezco que me las hayas recordado. Desafortunadamente, no muchos científicos han seguido tu camino.»

### Décadas de 1900 y 1910

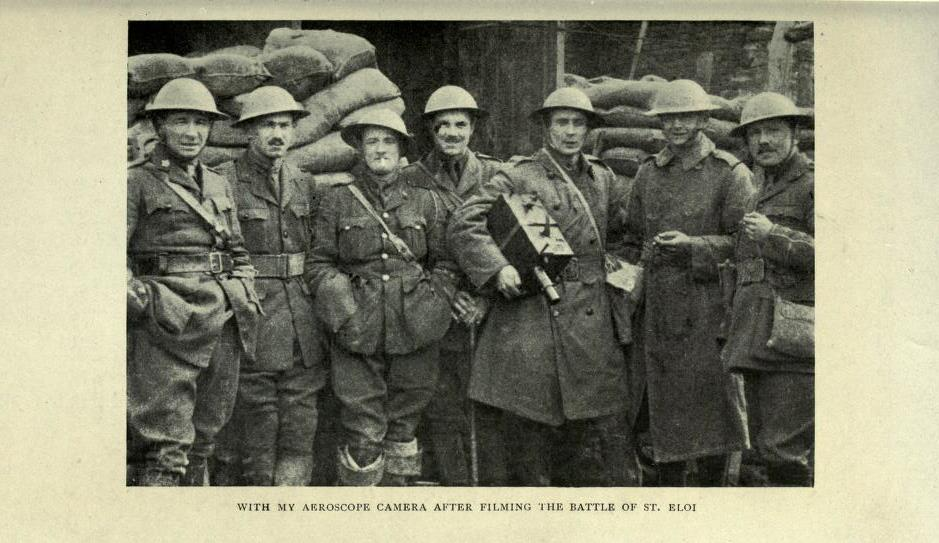
Geoffrey Malins con una cámara aeroscópica durante la Primera Guerra Mundial.

Las películas de viajes fueron muy populares a principios del siglo XX. Los distribuidores a menudo se referían a ellas como scenics. Las scenics se encontraba entre el tipo de películas más populares en ese momento. Una de las primeras películas importantes que fue más allá del concepto escénico fue In the Land of the Head Hunters (1914), que abarcaba el primitivismo y el exotismo en una historia escenificada presentada como recreaciones veraces de la vida de los nativos americanos.
La contemplación es un área separada. Pathé fue el fabricante mundial más conocido de este tipo de películas de principios del siglo XX. Un vívido ejemplo es Moscou sous la neige (1909).
Durante este tiempo aparecieron documentales biográficos, como el largometraje Eminescu-Veronica-Creangă (1914) sobre la relación entre los escritores Mihai Eminescu, Veronica Micle e Ion Creangă (todos fallecidos en el momento de la producción) publicado por el estudio de Pathé en Bucarest.
Los primeros procesos cinematográficos en color, como Kinemacolor, conocido por la película With Our King and Queen Through India (1912), y Prizmacolor, conocido por Everywhere With Prizma (1919) y la película de cinco carretes Bali the Unknown (1921), utilizaron películas de viaje para promover los nuevos procesos de color. En contraste, Technicolor se concentró principalmente en lograr que los estudios de Hollywood adoptaran su proceso para largometrajes de ficción.
También durante este período, se estrenó el largometraje documental de Frank Hurley, South (1919), sobre la Expedición Imperial Transantártica. La película documenta la fallida expedición antártica dirigida por Ernest Shackleton en 1914.

### Década de 1920

#### Romanticismo

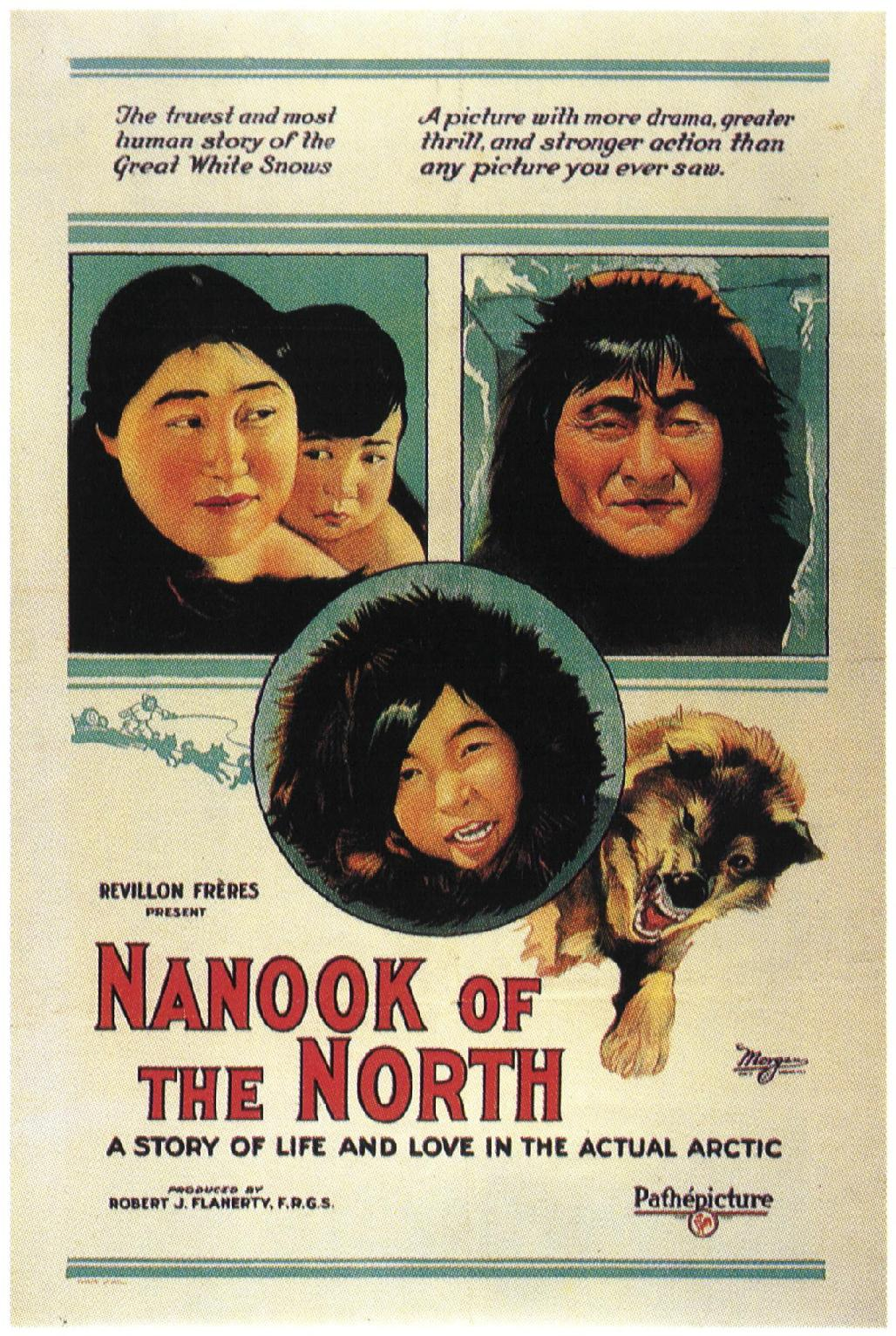
Cartel publicitario de Nanuk, el esquimal.

Con Nanuk, el esquimal de Robert J. Flaherty en 1922, el cine documental abrazó al romanticismo; Flaherty filmó una serie de películas románticas muy escenificadas durante este período, a menudo mostrando cómo habrían vivido sus sujetos 100 años antes y no cómo vivían en ese momento. Por ejemplo, en Nanuk, Flaherty no permitió que sus sujetos dispararan a una morsa con una escopeta, como cazaban en ese momento, sino que les pidió que usaran un arpón en su lugar. Parte de la puesta en escena de Flaherty, como la construcción de un iglú sin techo para tomas interiores, se realizó para adaptarse a la tecnología fílmica de la época.
Paramount Pictures intentó repetir el éxito de Nanuk y Moana de Flaherty con dos documentales románticos, Hierba (1925) y Chang (1927), ambos dirigidos por Merian Cooper y Ernest Schoedsack.

#### Sinfonía de ciudad

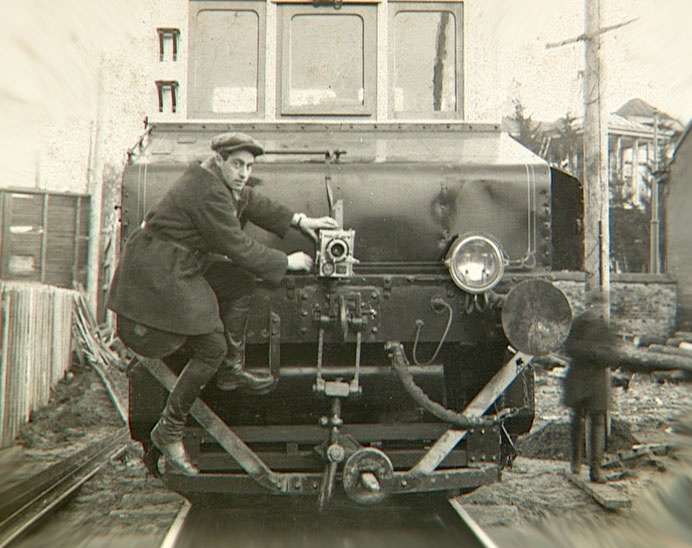
En esta toma de El hombre de la cámara, Mijaíl Kaufman actúa como un camarógrafo arriesgando su vida en busca de la mejor toma.

El subgénero cinematográfico city-symphony («sinfonía de ciudad») fueron películas de vanguardia durante las décadas de 1920 y 1930. Estas películas fueron particularmente influenciadas por el arte moderno; a saber, el cubismo, el constructivismo y el impresionismo. Según el historiador de arte y autor Scott Macdonald, las películas sinfónicas de ciudad se pueden describir como «una intersección entre el documental y el cine de vanguardia: un avant-doc»; sin embargo, A.L. Rees sugiere verlas como películas de vanguardia.
Los primeros títulos producidos dentro de este género incluyen: Manhatta (Nueva York; dir. Paul Strand, 1921); Rien que les heures (Francia; dir. Alberto Cavalcanti, 1926); La isla de los veinticuatro dólares (dir. Robert J. Flaherty, 1927); Études sur Paris (dir. André Sauvage, 1928); De brug (1928) y Regen (1929), ambas de Joris Ivens; São Paulo, Sinfonia da Metrópole (dir. Adalberto Kemeny, 1929), Berlín, sinfonía de una ciudad (dir. Walter Ruttmann, 1927); y El hombre de la cámara (dir. Dziga Vértov, 1929).
Una película sinfónica de ciudad, como sugiere el nombre, se basa con mayor frecuencia en un área metropolitana importante y busca capturar la vida, los eventos y las actividades de la ciudad. Puede ser cinematografía abstracta (Berlín, sinfonía de una ciudad de Walter Ruttmann) o puede utilizar la teoría soviética del montaje (El hombre de la cámara de Dziga Vértov); sin embargo, lo más importante es que una película sinfónica de ciudad es una forma de cinepoesía filmada y editada al estilo de una «sinfonía».
La tradición continental se centró en los seres humanos dentro de entornos hechos por humanos, al estilo de Berlín de Walter Ruttmann (de la cual Grierson señaló en un artículo que Berlín representaba lo que un documental no debería ser). Estas películas tienden a presentar a las personas como productos de su entorno y se inclinan hacia la vanguardia.

#### Kino-Pravda
Dziga Vértov fue central en la serie de noticieros soviéticos Kino-Pravda (literalmente, «verdad cinematográfica») de la década de 1920. Vértov creía que la cámara, con sus variados lentes, edición de contratomas, lapso de tiempo, capacidad de cámara lenta, animación en volumen y cámara rápida, podía representar la realidad con mayor precisión que el ojo humano, e hizo una filosofía cinematográfica a partir de ella.

#### Noticieros
La tradición de los noticieros es importante en el cine documental; los noticieros también se escenificaban a veces, pero generalmente eran recreaciones de eventos que ya habían sucedido, no intentos de dirigir los eventos tal como estaban en proceso de suceder. Por ejemplo, gran parte de las imágenes de batalla de principios del siglo XX fueron puestas en escena; los camarógrafos solían llegar al lugar después de una gran batalla y recrear escenas para filmarlas.

### Décadas de 1930 y 1940

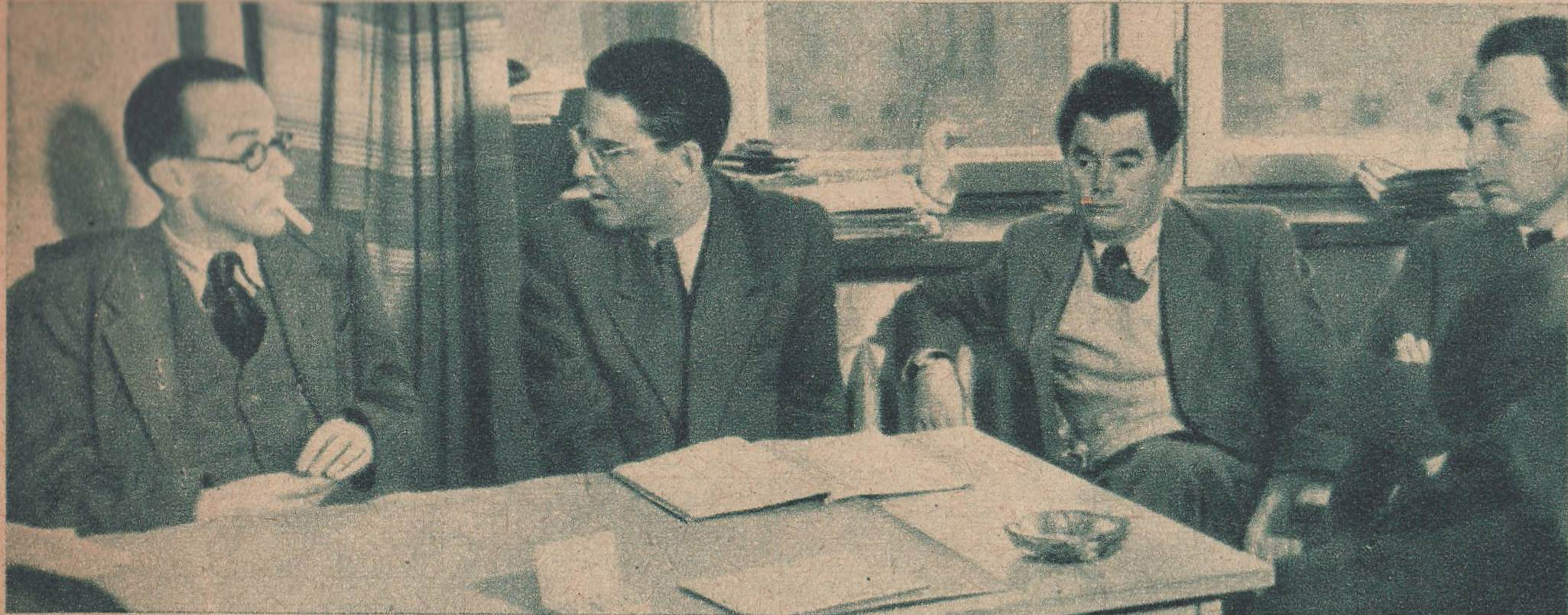
Conferencia de la «Unión mundial de películas documentales» de 1948 en Varsovia, que contó con directores famosos de la época: Basil Wright (a la izquierda), Elmar Klos, Joris Ivens (segundo desde la derecha) y Jerzy Toeplitz.

La tradición propagandística consiste en películas hechas con el propósito explícito de persuadir a una audiencia de un punto. Una de las películas de propaganda más célebres y controvertidas es la película El triunfo de la voluntad (1935) de Leni Riefenstahl, que narra el Congreso del Partido Nazi de 1934 y fue encargada por Adolf Hitler. Los cineastas de izquierda Joris Ivens y Henri Storck dirigieron Misère au Borinage (1931) sobre la región minera de carbón belga Borinage. Luis Buñuel dirigió el documental «surrealista» Las Hurdes, tierra sin pan (1933).
The Plough That Broke the Plains (1936) y The River (1938) de Pare Lorentz y The City (1939) de Willard Van Dyke son producciones notables del New Deal, cada una de las cuales presenta combinaciones complejas de conciencia social y ecológica, propaganda gubernamental y puntos de vista izquierdistas. La serie Why We Fight (1942-1944) de Frank Capra fue una serie de noticieros en los Estados Unidos, encargada por el gobierno para convencer al público estadounidense de que era hora de ir a la guerra. Constance Bennett y su esposo Henry de La Falaise produjeron dos largometrajes documentales, Legon (1935) filmado en Bali, y Kilou the Tiger (1936), filmado en Indochina.
En Canadá, la Film Board, fue creada por John Grierson por las mismas razones propagandísticas. También creó noticieros que fueron vistos por sus gobiernos nacionales como Contrapropaganda legítima a la guerra psicológica de la Alemania nazi (orquestada por Joseph Goebbels).
En Gran Bretaña, varios cineastas diferentes se unieron bajo la dirección de John Grierson. Se hicieron conocidos como el Movimiento de Cine Documental. Grierson, Alberto Cavalcanti, Harry Watt, Basil Wright y Humphrey Jennings, entre otros, lograron combinar propaganda, información y educación con un enfoque estético más poético del documental. Ejemplos de su trabajo incluyen Drifters (John Grierson), Song of Ceylon (Basil Wright), Fires Were Started y A Diary for Timothy (Humphrey Jennings). Su trabajo involucró a poetas como W. H. Auden, compositores como Benjamin Britten y escritores como J. B. Priestley. Entre las películas más conocidas del movimiento se encuentran Night Mail y Coal Face.
Calling Mr. Smith (1943) fue una película en color antinazi creada por Stefan Themerson y que es a la vez un documental y una película de vanguardia contra la guerra. Fue una de las primeras películas antinazis de la historia.

### Décadas de 1950 y 1960

#### Cine de realidad y cine directo
El cine de realidad (o el estrechamente relacionado cine directo) dependía de algunos avances técnicos para existir: cámaras livianas, silenciosas y confiables, y sonido de sincronización portátil.
El cine de realidad y los tradiciones documentales pueden verse similares, desde una perspectiva más amplia, como una reacción contra las limitaciones de la producción cinematográfica en los estudios. Al igual que como ocurría con la Nouvelle vague, se rodaba en locaciones, con equipos más pequeños, y los cineastas aprovecharían los avances en tecnología que permitían cámaras de mano más pequeñas y sonido sincronizado para filmar eventos en locaciones a medida que se desarrollaban.
Aunque los términos a veces se usan indistintamente, existen diferencias importantes entre el cine de realidad de Jean Rouch y el cine director estadounidense, iniciado por, entre otros, los canadienses Allan King, Michel Brault, y Pierre Perrault, y los estadounidenses Robert Drew, Richard Leacock, Frederick Wiseman y Albert y David Maysles.
Los directores del movimiento tienen diferentes puntos de vista sobre su grado de involucramiento con sus sujetos. Kopple y Pennebaker, por ejemplo, eligen no involucrarse (o al menos no abiertamente), y Perrault, Rouch, Koenig y Kroitor favorecen la participación directa o incluso la provocación cuando lo consideran necesario.
Las películas Crónica de un verano (Jean Rouch), Dont Look Back (D. A. Pennebaker), Grey Gardens (Albert y David Maysles), Titicut Follies (Frederick Wiseman), Primary y Crisis: Behind a Presidential Commitment (ambas producidas por Robert Drew) , Harlan County U.S.A. (dirigida por Barbara Kopple) y Lonely Boy (Wolf Koenig y Roman Kroitor) son consideradas usualmente como películas de cine de realidad.
Los fundamentos del estilo incluyen seguir a una persona durante una crisis con una cámara en movimiento, a menudo de mano, para capturar reacciones más personales. No hay entrevistas sentadas, y la relación de rodaje (la cantidad de película rodada respecto al producto terminado) es muy alta, llegando a menudo de 80 a uno. A partir de ahí, los editores encuentran y esculpen el trabajo en una película. Los editores del movimiento, como Werner Nold, Charlotte Zwerin, Muffie Myers, Susan Froemke y Ellen Hovde, a menudo son pasados por alto, pero su aporte a las películas fue tan vital que a menudo se los nombró codirectores en los créditos finales.

#### Arma política
En las décadas de 1960 y 1970, el cine documental a menudo se concebía como un arma política contra el neocolonialismo y el capitalismo en general, especialmente en América Latina, pero también en otras zonas del mundo, como en la revolucionada sociedad de Quebec. La Hora de los Hornos, película argentina de 1968 dirigida por Octavio Getino y Pino Solanas, influenció a toda una generación de cineastas. Entre los muchos documentales políticos producidos a principios de la década de 1970 se encuentra «Chile: un informe especial», la primera mirada expositiva en profundidad de la televisión pública sobre el derrocamiento del gobierno de Salvador Allende en Chile en septiembre de 1973 por parte de los líderes militares bajo Augusto Pinochet, producido por los documentalistas Ari Martínez y José García.
Un artículo del 28 de junio de 2020 de The New York Times habla sobre una película documental política And She Could Be Next, dirigida por Grace Lee y Marjan Safinia. El documental no solo se centra en el papel de la mujer en la política, sino más específicamente en las mujeres de color, sus comunidades y los cambios significativos que están provocando en la política estadounidense.

## Tipos de documental

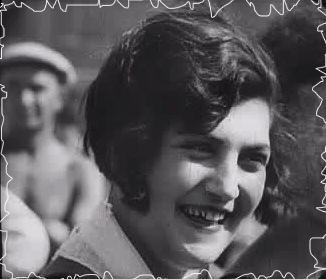
Esfir Shub, creadora de las películas de montaje.

1. Centrado en un acontecimiento. El suceso es la espina dorsal de la película. Puede tratarse de la botadura de un barco, una feria de productos lácteos o la captura de un famoso criminal. El acontecimiento tiene fases, y en su transcurso pueden aparecer entrevistas, trozos oportunos del pasado o incluso fragmentos del futuro (relato del criminal).
2. Definitorio de un proceso. Presentan hechos en cadena que componen un proceso interesante. Cada hecho es complemento de otro; se trata de reducir a lo esencial de cada uno de ellos, dando como resultado la ironía y comparación entre los distintos fragmentos.
3. De viaje. El aliciente del viaje, con todos sus matices metafóricos y sus ritmos incorporados de movimiento se aplican al documental.
4. Ciudad amurallada. Es la que utiliza un microcosmos para insinuar una crítica a mayor escala.
5. Histórico. Dado que todo filme reproduce todo aquello que ya pasó, todas las películas son históricas. El cine es un medio para resucitar el pasado. El propio medio cinematográfico, por su realismo y su movimiento, es ineluctable a través del tiempo; no hay manera de ilustrar; la pantalla parece un vehículo extremadamente pobre porque el sentido de la historia es pura abstracción. El documental histórico no tiene como fin primordial transmitir a la audiencia todo el alcance de un asunto: su objetivo puede ser un personaje o un asunto determinado.

De esta familia de documentales subyace otro grupo característico principalmente de la etapa contemporánea, y son los siguientes:
1. El documental del absurdo: Utiliza el humor surrealista para explorar lo que sería una triste situación.
2. Película de tesis: Se vale de testimonios para argumentar los casos.
3. La comedia excéntrica: Retrata personajes y situaciones absurdas.
4. Película biográfica: Narra la vida de un personaje.
5. El documental negro: Une, a través de su estilo fatalista y oscuro, el mundo y sus participantes con el del cine negro.
6. Documental cronista: Se enfoca en un punto de vista objetivo.
7. Documental abogado: Muestra el drama de lo cotidiano.
8. Documental explorador: Imágenes en movimiento constituyen la base de la vida.

## Documental de montaje
Además existe la llamada película de montaje, que corresponde a una película realizada mediante el montaje de material audiovisual ya existente, unido para producir un discurso diferente. La creadora de este tipo de documentales fue la directora de cine y documentalista soviética Esfir Shub. Sus primeros trabajos de este tipo fueron La caída de la dinastía Románov (1927), La gran ruta o El gran camino (1927) y La Rusia de Nicolás II y Lev Tolstói (1928). Shub no grabó ninguna escena para ninguna de estas tres películas.

## El documental hoy: las posibilidades de la red
Las múltiples opciones que ofrecen las nuevas tecnologías para producir y poner al alcance del público este tipo de obras han hecho que el género del cortometraje haya experimentado un enorme crecimiento en los últimos años. A través de plataformas como YouTube, la desaparecida MSN Soapbox de Microsoft, Yahoo! Video o Joost, los internautas pueden colgar sus videos documentales y disfrutar de las obras de otros usuarios.
En cuanto al visionado de documentales en Internet, muchos de estos están sujetos a derechos de autor, por lo que no son de acceso libre, aunque existen muchas opciones para ver este tipo de películas respetando las leyes de propiedad intelectual. Por ejemplo, en España, los internautas tienen la opción de visionar documentales de forma gratuita mediante el acceso a páginas especializadas en cine que ofrecen algunas películas (títulos clásicos y actuales) a sus usuarios.

## Festivales de cine documental
Pese a que el cine nació documental, la supremacía taquillera de la ficción, la confusión respecto al género, y la apropiación del término por parte de los reportajes televisivos, han relegado al cine documental a una posición casi marginal. 
Los festivales han sido, y cada vez lo son más, la manera de mantener vivo el género. Además, constituyen el principal punto de encuentro entre directores, aficionados y público, si no el único. Los festivales son en parte responsables (y reflejo también) del boom o moda documental que los medios de masas se empeñan en anunciar desde hace unos años, y que no es sino una mayor visibilidad de un género que siempre ha existido. 
- América del Norte:
  - Full Frame
  - Hot docs
  - Silverdocs
- México
  - AMBULANTE GIRA DE DOCUMENTALES: Un festival de cine documental itinerante que visita varias ciudades de la República Mexicana (www.ambulante.com.mx)
  - DOCSDF: Festival Internacional de Cine Documental de la Ciudad de México
  - DOCSforum: Foro Internacional de Cine Documental de la Ciudad de México
  - FICCO Festival Internacional de Cine Contemporáneo de la Ciudad de México
  - Festival de cine de los pueblos indígenas de Oaxaca
  - Encuentro Hispanoamericano de Cine y Video Documental Independiente Contra El Silencio Todas las Voces

- América del Sur:
  - FIDBA, Festival Internacional de Cine Documental de Buenos Aires(Argentina)
  - FeLCO: Festival Latinoamericano de la Clase Obrera (Argentina)
  - Festival de Cine de Lima, Perú
  - Muestra Internacional Documental de Bogotá, Colombia
  - Bafici, Buenos Aires Festival Internacional de Cine Independiente.
  - Doc. Bol, La Paz, Bolivia
  - Festival del Cine Venezolano
  - Festival de Cine de Caracas, Venezuela
  - Festival de cine de Valparaíso
  - Festival de cine de Valdivia
  - Festival de Documentales "Chile Reality", Chillán, Chile.
  - Festival de Guadalajara
  - Festival de Mar de Plata
  - Festival Internacional del Nuevo Cine Latinoamericano de La Habana
  - Festival Internacional de Cine de Cartagena, Colombia
  - Festival ICARO
  - Festival Internacional de Documentales de Caracas
  - Festival EDOC "Encuentros del otro cine", Quito, Ecuador
  - Festival de "Cine Pobre", Gibara, Holguín, Cuba (hay sección de Documentales)
  - Ambulante. Gira de documentales
  - Festival Internacional de Cine de Viña del Mar
  - FIDOCS Festival Internacional de Documentales de Santiago, Chile
  - ANTOFADOCS Festival Internacional de Documentales de Antofagasta, Chile

- Asia:
  - Yamagata International Documentary Film Forum

- Europa:
  - Cinema du réel
  - DocLisboa...
  - Etats généraux du film documentaire
  - IDFA
  - Thessaloniki documentary festival
  - Visions du réel
  - Viewpoint
- España:
  - Cádiz.doc
  - Documenta Madrid (Festival Internacional de Documentales de Madrid)
  - Docupolis en Barcelona.
  - MiradasDoc, antes conocido como Docusur, en Guía de Isora (Tenerife)
  - Festival Punto de Vista en Pamplona
  - Zinebi en Bilbao
  - Play-Doc en Tui (Pontevedra)
  - Cinestrat en Finestrat (Alicante)
  - Extreama´doc en Cáceres (Extremadura)
  - Inedit (Festival de documental de música en Barcelona)
  - El festival nacional de Japón (las mujeres y los niños suelen vestirse con yukata)(kimono)